# Alexander Hore-Ruthven, 1. Earl of Gowrie

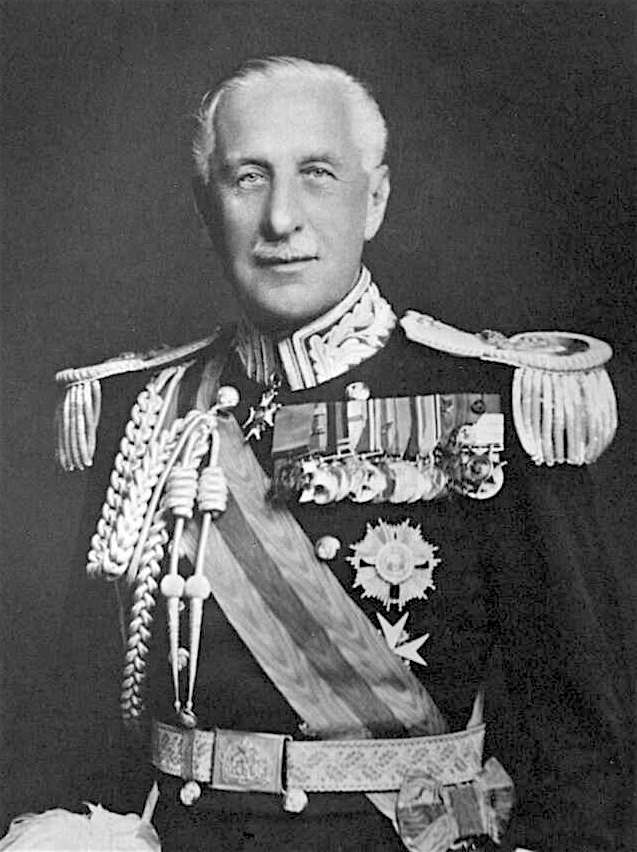
Alexander Hore-Ruthven, 1. Earl of Gowrie

Alexander Gore Arkwright Hore-Ruthven, 1. Earl of Gowrie, VC, GCMG, CB, DSO, KStJ, PC (* 6. Juli 1872 in Windsor, Berkshire, England; † 2. Mai 1955 in Shipton Moyne, Gloucestershire, England) war ein britischer Soldat und Politiker. Er war Gouverneur der australischen Bundesstaaten New South Wales und South Australia sowie zehnter Generalgouverneur von Australien.

## Frühes Leben
Alexander Hore-Ruthven wurde 1872 in Windsor, Berkshire als zweiter Sohn von Walter Hore-Ruthven, 8. Lord Ruthven of Freeland, geboren. Er war Schüler des Eton College, musste dieses jedoch wegen seiner schwachen Sehkraft verlassen.

## Militärlaufbahn
Im Jahr 1898 trat Hore-Ruthven in die British Army ein. Während des Mahdi-Aufstandes war er Captain im 3. Bataillon der Highland Light Infantry. Im Laufe der Kampfhandlungen in Gedaref rettete er einem ägyptischen Offizier das Leben, in dem er ihn aus der Schusslinie der angreifenden Derwische trug und ihn zum 16. ägyptischen Bataillon brachte. Für seine Tapferkeit erhielt er später das Victoria-Kreuz.
Im Jahr 1905 wurde Hore-Ruthven Assistent von William Humble Ward, 2. Earl of Dudley, dem Lord Lieutenant of Ireland. Als Dudley 1908 zum Generalgouverneur von Australien bestimmt wurde, folgte ihm Hore-Ruthven als militärischer Sekretär. Im selben Jahr heiratete er Zara Pollok, mit der er zwei Söhne hatte, von denen einer als Kind starb. Nach zwei Jahren verließ Hore-Ruthven Australien, um in Indien wieder in den Militärdienst einzutreten. Während des Ersten Weltkrieges diente er in Frankreich und in Gallipoli, wo er schwer verletzt wurde. Für seine Verdienste erhielt er den Distinguished Service Order. Bis zum Ende des Krieges war Hore-Ruthven zum Brigadegeneral aufgestiegen und kommandierte die britischen Besatzungstruppen in Deutschland 1919 und 1920.

## Gouverneur in Australien
Bis 1928 hatte Hore-Ruthven einige beratende Positionen in der britischen Armee, ehe er zum Gouverneur von South Australia ernannt wurde. Nach dem Ende seiner Amtszeit wurde er Gouverneur von New South Wales.
Aufgrund seiner militärischen Erfahrung und seinen zwei Amtszeiten als Gouverneur in Australien wurde er von Premierminister Joseph Lyons als Nachfolger von Sir Isaac Isaacs als Generalgouverneur Australiens vorgeschlagen. Zwar gab es auch weitere Kandidaten, jedoch wollte Lyons nicht erneut einem Australier dieses Amt geben. Seine Ernennung wurde von König Georg V. genehmigt, doch starb dieser am 20. Januar 1936, drei Tage bevor Hore-Ruthven als Generalgouverneur vereidigt werden sollte. Somit fiel seine Vereidigung in die Regierungszeit von Eduard VIII., Georgs Nachfolger.
Obwohl mittlerweile der politische Einfluss der Generalgouverneure in Australien nicht mehr relevant war, durfte Hore-Ruthven als erster Generalgouverneur überhaupt die australische Regierung im Ausland repräsentieren, als er Niederländisch-Indien bereiste. Zudem blieb Hore-Ruthven das Recht, nach Lyons Tod im April 1939 Earle Page von der Country Party als Übergangslösung einzusetzen, bis die United Australia Party einen neuen Vorsitzenden und somit Premierminister ausgesucht hatte.
Während des Zweiten Weltkriegs sah es Hore-Ruthven als seine Pflicht an, die australische Regierung und das British Empire zu unterstützen. Während eines mehrwöchigen Aufenthalts bei den australischen Truppen 1943 erfuhr er, dass sein Sohn, Patrick Hore-Ruthven, bereits an Weihnachten des Vorjahres in Libyen gestorben war.
Am 11. November 1941 eröffnete Hore-Ruthven offiziell das Australian War Memorial in der Hauptstadt Canberra.

## Späte Jahre
Nach dem Ende seiner Amtszeit im September 1944 kehrte Hore-Ruthven ins Vereinigte Königreich zurück und wurde zum Earl of Gowrie ernannt sowie stellvertretender Konstabler von Windsor Castle. Im Jahr 1948 wurde Hore-Ruthven zum Präsidenten des Marylebone Cricket Club gewählt. Er starb im Mai 1955 in seinem Haus in Gloucestershire.
Hore-Ruthven war der einzige Generalgouverneur Australiens, in dessen Amtszeit fünf verschiedene Premierminister regierten (Lyons, Page, Menzies, Fadden und Curtin). Zudem war er der Generalgouverneur mit der längsten Amtsperiode (1936–1945).